# Ekscelencja
Ekscelencja (łac. excellentia – wyższość, pierwszeństwo, wyborny) – tytuł honorowy przysługujący niektórym wyższym urzędnikom państwowym, członkom rodzin królewskich i hierarchom kościelnym, takim jak prezydent, premier, ambasador, minister spraw zagranicznych oraz arcybiskup i biskup.
Tytuł należy pisać wielką literą dodając formę „Wasza” lub „Jego”. Przykładowo: Wasza Ekscelencjo Księże Biskupie lub Jego Ekscelencja Ksiądz Biskup. Ominięcie zaimka może świadczyć o większej poufałości z osobą tytułowaną.